# Roderick Wilkinson
William Roderick Wilkinson (* 31. März 1917 in Glasgow, Schottland; † 3. März 2004 in Edinburgh, Schottland) war ein britischer Schriftsteller der vor allem als Krimi-Autor bekannt wurde.

## Leben
Wilkinson arbeitete als Werbe- und Personalberater. Er war 22 Jahre lang leitender Angestellter einer multinationalen Firma und 15 Jahre lang Direktor einer Werbeagentur. Nebenbei schrieb Wilkinson Hörspiele, Kriminalromane, Angler-Geschichten, Management-Bücher und mehrere Artikel für The Rotarian. Einige seiner Romane wurden zu Fernsehfilmen und Hörspielen verarbeitet.

## Bücher (Auswahl)
- Glasgow-Puzzle. Goldmann, München 1997, ISBN 978-3-442-70100-1.
- Fishing the Scottish Islands: A Complete Guide to Fisherman’s Paradise. Swan Hill Press, Shrewsbury 1994, ISBN 978-1-85310-214-1.
- Memories of Maryhill. Tuckwell Press, East Linton 1993, ISBN 978-1-898410-10-2.
- Secrets of Trout Fishing. Patrick Stephens Ltd, Sparkford 1990, ISBN 978-1-85260-253-6.
- The Trout and Sea Trout Rivers of Scotland. Swan Hill Press, Shrewsbury 1990, ISBN 978-1-85310-094-9.
- Der schielende Johnny und andere Anglergeschichten, Mosaik, München o. J., ISBN 978-3-570-05266-2 (mit Zeichnungen von Wolfgang Lange).
- Das grosse Ding: Antiquitäten, eine geniale Idee und der grosse Coup., WDR-Kriminal-Hörspiel, ISBN 978-3-442-70040-0
- Alles hat ein Ende, WDR-Kriminal-Hörspiel, ISBN 978-3-442-01968-7
- Fishing Stories
  - deutsch: Angler sind nun mal so! Übersetzt von Hildegard Gessner, Neumann-Neudamm, Melsungen 1974, ISBN 978-3-7888-0174-8.
- The Big Strike
  - deutsch: Warten auf den grossen Fisch. Übersetzt von Dina Mathes, Goldmann, München 1971, ISBN 978-3-7888-0174-8.
- The Big Still (1969)
  - deutsch: Ein Haar im Whisky. Übersetzt von Wulf H. Bergner, Goldmann, München 1970, DNB 458655481.
- Who’s Running the Place
  - deutsch: Erfolgsrezepte des modernen Managers, übersetzt von Werner Naumann, Verlag moderne Industrie, Landsberg am Lech 1970, DNB 458655511
- Murder Belongs to Me (1956)
  - deutsch: Mord ist mein Geschäft. Übersetzt von Heinz Friedrich Kliem, AWA-Verlag, München 1957, DNB 455536945.
  - Auch: Wer kennt den Boss? Übersetzt von Christine Penitzka, Desch (Die Mitternachtsbücher #476), München 1970, DNB 458655503.
- Auteur! Auteur!, Hörspiel. 1949, ins Niederländische übersetzt von Piet van Aken und 1968 und 1971 von der Nederlandse Christelijke Radio Vereniging gesendet.

## Deutschsprachige Hörspiele (Auswahl)
Neben zahlreichen Hörspielbearbeitungen seiner Werke enthält die ARD-Hörspieldatenbank auch 35 Datensätze, die sich auf Original-Hörspiele beziehen. Dazu gehören:
- 1950: Moorlandschaft mit Hintergrund. Ein mysteriöses Hörspiel. – Regie: Ludwig Cremer (NWDR Köln)
- 1950: Fische im Netz. – Regie: Eduard Hermann (NWDR Köln)
- 1951: Moorlandschaft im Hintergrund. – Regie: Paul Land (SDR)
- 1954: Der Autor. Eine phantastische Hörszene. – Übersetzung und Regie: Hans Günther Oesterreich (RB)
- 1954: Fische im Netz. – Regie: Hans Krendlesberger (RWR)
- 1954: Der Mann, der Frauen haßte. Ein heiteres Spiel um die Bekehrung eines Frauenfeindes. – Regie: Otto Düben (RB)
- 1955: Ich bin Vater. – Regie: Hans Rosenhauer (NWDR Hamburg)
- 1956: Das heitere Kurzhörspiel: Das einsame Haus. – Regie: Hans Günther Oesterreich (RB)
- 1957: Beruf: Freier Mitarbeiter. Ein fast ernstes Kurzhörspiel von einem, der auszog, um Schriftsteller zu werden. – Regie: Hans Günther Oesterreich (RB)
- 1957: Spurlos verschwunden. (8 Teile) – Regie: Günter Siebert (RB)
- 1962: Mr. Blake ist im Bilde. – Regie: Rolf von Goth (SFB)
- 1962: In letzter Minute. (3 Teile) – Regie: Günter Siebert (RB)
- 1962: Wie gut, daß Du ein Mordskerl bist. Praktische Hinweise über den Umgang mit allzu erfolgreichen Ehemännern. – Regie: Günter Siebert (RB)
- 1963: Wir müssen den Brotkorb höher hängen. Häusliche Komödie mit ernstem Hintergrund. – Regie: Günter Siebert (RB)
- 1964: Spurlos verschwunden. Kriminalhörspiel. – Regie: Klaus Groth (SR). Als CD veröffentlicht im Pidax Film- und Hörspielverlag
- 1964: Tapezieren für Anfänger. Die Erlebnisse eines Mannes, der sich in moderner Raumgestaltung üben wollte. – Regie: Günter Siebert (RB)
- 1967: Aus Studio 13: Die Geister, die ich rief … – Regie: Oskar Nitschke (SDR)
- 1973: Der Titelheld. Fantastische Kriminalgeschichte. – Regie: Edmund Steinberger (BR)
- 1973: Das Bild. Ein fantastischer Kriminalfall. – Regie: Edmund Steinberger (BR)
- 1984: Krimi am Samstag: Der Mann, der bei Kapitel eins aufhörte. – Regie: Heinz Wilhelm Schwarz (WDR)
- 1984: Der Mann, der bei Kapitel eins aufhörte. – Regie: Heinz Wilhelm Schwarz (WDR-Kriminalhörspiel Nr. 117, auch als Hörkassette bei Goldmann/Primo 1997, ISBN 3-442-70085-X)
- 1984: Aus Studio 13: Die chinesische Schale. – Regie: Claus Villinger (SDR)
- 1985: Krimi am Samstag: Die Whisky-Killer. (2 Teile) – Regie: Klaus Wirbitzky (WDR/BR). Hierbei handelt es sich um eine deutlich kürzere Neuaufnahme (104 Minuten) des Hörspiels Spurlos verschwunden von 1964 (219 Minuten)
- 1986: Krimi am Samstag: Alles hat ein Ende. – Regie: Ulf Becker (WDR)
- 1988: Krimi am Samstag: Das große Ding – Regie: Dieter Carls (WDR)
- 1990: Verladen – Ein Glasgow Puzzle. (2 Teile) – Regie: Heinz Wilhelm Schwarz (WDR)
- 1993: Bilderrätsel. – Regie: Thomas Werner (WDR)

## Artikel (Auswahl)
- Do you have what it takes? Survival skills for today's managers in The Rotarian, Dezember 1995, S. 23 online
- Q: What happened to the business stars? A: They forgot about people in The Rotarian, Mai 1995, S. 4 online
- Selecting the right candidate for promotion in The Rotarian, Oktober 1994, S. 4 online
- Good managers think before they speak in The Rotarian, Juli 1993, S. 12 online
- Humanise your administration in The Rotarian, August 1992, S. 8 online
- Six Tips on Inversting Your Time in Supervisory Management, September 1973, S. 30–33